# 貝特魯卡區
貝特魯卡區，是馬達加斯加的行政區，位於該國東南部，由阿諾西區負責管轄，首府設於貝特魯卡，面積13,315平方公里，2011年人口180,822，人口密度每平方公里14人。